# 国鉄ワ1形貨車
国鉄ワ1形貨車は、1905年（明治38年）から1907年（明治40年）にかけて行われた鉄道国有法に基づく私鉄の国有化や戦時買収により買収された6 t - 8 t 積みの有蓋車を10 t 積みに増トン改造したワ50000形・ワ57000等を1928年（昭和3年）に改番した車両である。両数ははっきりとは判っていないが、一説には9,251両在籍したとある（欠番あり）。

## 概要
形態差は多岐にわたる。主に側扉の形状（鋼製扉も存在した）、側ブレーキてこの形状、補強の入り方、バッファ跡の有無である。特に元山陽鉄道の車両は屋根が三角形のような形状である。
1952年（昭和27年）に「老朽貨車の形式廃車」の対象形式に指定され、同年6月26日通達「車管第1232号」により告示された（当時の在籍車数は1,000両）。 最後まで在籍した車両が1962年（昭和37年）に廃車となり、国鉄からは形式消滅となった。国鉄での廃車後、多くの車両が私鉄へと譲渡されている。

## 他形式への改造
以下の形式が本形式より改造され誕生した。

### 陶器車への改造車
- 国鉄ポ1形陶器車
- 国鉄ポ50形陶器車

### 控車への改造車
- 国鉄ヒ100形貨車
- 国鉄ヒ300形貨車
- 国鉄ヒ500形貨車

## 私鉄への譲渡
判っている限りでは下記の通りである。

### 有田鉄道
- 国鉄ワ2609→有田鉄道ワ1形ワ159

### 新潟交通
- 国鉄ワ9049→新潟交通ワ115形ワ115
- 国鉄ワ774→新潟交通ワ115形ワ122

### 近江鉄道
近江鉄道には第二次世界大戦後に国鉄からワ5490が譲渡された。同車の種車は北越鉄道向けの8t積み有蓋車で、1906年新潟鐵工所製である。廃車後の2003年に貨物鉄道博物館へ収蔵され、2008年に国鉄時代のワ5490の仕様に復元された。
- 国鉄ワ5490→近江鉄道ワ80形ワ92

### 三岐鉄道
- 国鉄ワ8130→三岐鉄道ワ1形ワ11
- 国鉄ワ8212→三岐鉄道ワ1形ワ12
- 国鉄ワ534→三岐鉄道ワ1形ワ25
- 国鉄ワ822→三岐鉄道ワ1形ワ28
- 国鉄ワ2547→三岐鉄道ワ1形ワ29
- 国鉄ワ3654→三岐鉄道ワ1形ワ30
- 国鉄ワ4712→三岐鉄道ワ1形ワ31→名古屋臨海鉄道ワ1形ワ1（救援車）
- 国鉄ワ5556→三岐鉄道ワ1形ワ32
- 国鉄ワ6405→三岐鉄道ワ1形ワ33
- 国鉄ワ7770→三岐鉄道ワ1形ワ34
- 国鉄ワ8167→三岐鉄道ワ1形ワ35
- 国鉄ワ9685→三岐鉄道ワ1形ワ36

### 名古屋鉄道
- 国鉄ワ4540→名古屋鉄道ワ700形ワ701
- 国鉄ワ8012→名古屋鉄道ワ700形ワ702
- 国鉄ワ572→名古屋鉄道ワ700形ワ703
- 国鉄ワ1383→名古屋鉄道ワ700形ワ704
- 国鉄ワ3470→名古屋鉄道ワ700形ワ705
- 国鉄ワ4898→名古屋鉄道ワ700形ワ706
- 国鉄ワ8276→名古屋鉄道ワ700形ワ707
- 国鉄ワ163→名古屋鉄道ワ700形ワ708
- 国鉄ワ5572→名古屋鉄道ワ700形ワ709
- 国鉄ポ78（ワ1形改造のポ50形陶器車）→名古屋鉄道ワ700形ワ710
- 国鉄ワ2013→名古屋鉄道ワ750形ワ751
- 国鉄ワ1396→名古屋鉄道ワ750形ワ752
- 国鉄ワ9524→名古屋鉄道ワ750形ワ753
- 国鉄ワ5903→名古屋鉄道ワ750形ワ754

### 名古屋臨海鉄道
名古屋臨海鉄道ではワ1の1両が救援車として車籍を有している。営業している現役鉄道車両としては日本で最も古いものであるとされる。車体は鋼製に改造されている。
- 三岐鉄道ワ1形ワ31→名古屋臨海鉄道ワ1形ワ1（救援車）